# Coppa del Mondo di sci di fondo 2005
La Coppa del Mondo di sci di fondo 2005 fu la ventiquattresima edizione della manifestazione organizzata dalla Federazione Internazionale Sci; ebbe inizio il 23 ottobre 2004 a Düsseldorf, in Germania, e si concluse il 20 marzo 2005 a Falun, in Svezia. Nel corso della stagione si tennero a Oberstdorf i Campionati mondiali di sci nordico 2005, non validi ai fini della Coppa del Mondo, il cui calendario contemplò dunque un'interruzione nel mese di febbraio.
In campo maschile furono disputate 20 gare individuali (4 a tecnica classica, 5 a tecnica libera, 8 sprint, 3 a inseguimento) e 7 delle 9 gare a squadre previste (3 staffette, 4 sprint a squadre), in 16 diverse località. Il tedesco Axel Teichmann si aggiudicò sia la coppa di cristallo, il trofeo assegnato al vincitore della classifica generale, sia la Coppa di distanza; il norvegese Tor-Arne Hetland vinse la Coppa di sprint. René Sommerfeldt era il detentore uscente della Coppa generale.
In campo femminile furono disputate 20 gare individuali (4 a tecnica classica, 5 a tecnica libera, 8 sprint, 3 a inseguimento) e 7 delle 9 gare a squadre previste (3 staffette, 4 sprint a squadre), in 16 diverse località. La norvegese Marit Bjørgen si aggiudicò sia la coppa di cristallo, sia la Coppa di distanza, sia quella di sprint. Gabriella Paruzzi era la detentrice uscente della Coppa generale.

## Uomini

### Risultati
| Data             | Località             | Nazione   | Spec.       | Primo                                                                                 | Secondo                                                                       | Terzo                                                                                    |
| ---------------- | -------------------- | --------- | ----------- | ------------------------------------------------------------------------------------- | ----------------------------------------------------------------------------- | ---------------------------------------------------------------------------------------- |
| 23 ottobre 2004  | Düsseldorf           | Germania  | SP TL       | Peter Larsson                                                                         | Tor-Arne Hetland                                                              | Cristian Zorzi                                                                           |
| 24 ottobre 2004  | Düsseldorf           | Germania  | TS TL       | Norvegia I Håvard Bjerkeli Tor-Arne Hetland                                           | Germania I Tobias Angerer Axel Teichmann                                      | Germania III Toni Lang Andreas Stitzl                                                    |
| 20 novembre 2004 | Gällivare            | Svezia    | 15 km TC    | Axel Teichmann                                                                        | René Sommerfeldt                                                              | Vasilij Ročev                                                                            |
| 21 novembre 2004 | Gällivare            | Svezia    | 4x10 km     | Germania Jens Filbrich Tobias Angerer René Sommerfeldt Axel Teichmann                 | Italia I Giorgio Di Centa Fulvio Valbusa Pietro Piller Cottrer Cristian Zorzi | Francia Christophe Perrillat-Collomb Vincent Vittoz Emmanuel Jonnier Benoît Chauvet      |
| 27 novembre 2004 | Kuusamo              | Finlandia | 15 km TL    | Vincent Vittoz                                                                        | Axel Teichmann                                                                | Giorgio Di Centa                                                                         |
| 28 novembre 2004 | Kuusamo              | Finlandia | 15 km TC    | Axel Teichmann                                                                        | Vasilij Ročev                                                                 | René Sommerfeldt                                                                         |
| 4 dicembre 2004  | Berna                | Svizzera  | SP TL       | Tor-Arne Hetland                                                                      | Thobias Fredriksson                                                           | Johan Kjølstad                                                                           |
| 5 dicembre 2004  | Berna                | Svizzera  | TS TL       | Russia I Ivan Alypov Vasilij Ročev                                                    | Norvegia I Jens Arne Svartedal Tor-Arne Hetland                               | Italia I Renato Pasini Cristian Zorzi                                                    |
| 11 dicembre 2004 | Val di Fiemme        | Italia    | 30 km PU    | Axel Teichmann                                                                        | Jens Filbrich                                                                 | Vincent Vittoz                                                                           |
| 12 dicembre 2004 | Val di Fiemme        | Italia    | 4x10 km     | Norvegia I Jens Arne Svartedal Odd-Bjørn Hjelmeset Frode Estil Tore Ruud Hofstad      | Italia I Giorgio Di Centa Fulvio Valbusa Pietro Piller Cottrer Cristian Zorzi | Francia Christophe Perrillat-Collomb Vincent Vittoz Emmanuel Jonnier Alexandre Rousselet |
| 14 dicembre 2004 | Asiago               | Italia    | SP TL       | Jens Arne Svartedal                                                                   | Tor-Arne Hetland                                                              | Björn Lind                                                                               |
| 15 dicembre 2004 | Asiago               | Italia    | TS TL       | Norvegia I Tor-Arne Hetland Jens Arne Svartedal                                       | Russia I Nikolaj Pankratov Vasilij Ročev                                      | Norvegia II Trond Iversen Børre Næss                                                     |
| 18 dicembre 2004 | Ramsau am Dachstein  | Austria   | 30 km TL MS | Vincent Vittoz                                                                        | Anders Södergren                                                              | Axel Teichmann                                                                           |
| 8 gennaio 2005   | Otepää               | Estonia   | 15 km TC    | Andrus Veerpalu                                                                       | Frode Estil                                                                   | Jaak Mae                                                                                 |
| 9 gennaio 2005   | Otepää               | Estonia   | SP TC       | annullata                                                                             | annullata                                                                     | annullata                                                                                |
| 12 gennaio 2005  | Praga                | Rep. Ceca | SP TL       | annullata                                                                             | annullata                                                                     | annullata                                                                                |
| 15 gennaio 2005  | Nové Město na Moravě | Rep. Ceca | 4x10 km     | annullata                                                                             | annullata                                                                     | annullata                                                                                |
| 15 gennaio 2005  | Nové Město na Moravě | Rep. Ceca | 15 km TL    | Vincent Vittoz                                                                        | Christian Hoffmann                                                            | Tobias Angerer                                                                           |
| 16 gennaio 2005  | Nové Město na Moravě | Rep. Ceca | SP TL       | Johan Kjølstad                                                                        | Freddy Schwienbacher                                                          | Björn Lind                                                                               |
| 22 gennaio 2005  | Pragelato            | Italia    | 30 km PU    | Lukáš Bauer                                                                           | Mathias Fredriksson                                                           | Kristen Skjeldal                                                                         |
| 23 gennaio 2005  | Pragelato            | Italia    | TS TC       | Germania I Jens Filbrich Axel Teichmann                                               | Svezia I Thobias Fredriksson Björn Lind                                       | Germania II René Sommerfeldt Andreas Schlütter                                           |
| 12 febbraio 2005 | Reit im Winkl        | Germania  | 15 km TL    | Martin Bajčičák                                                                       | Giorgio Di Centa                                                              | Christian Hoffmann                                                                       |
| 13 febbraio 2005 | Reit im Winkl        | Germania  | Sprint TC   | Eldar Rønning                                                                         | Odd-Bjørn Hjelmeset                                                           | Janusz Krężelok                                                                          |
| 5 marzo 2005     | Lahti                | Finlandia | TS TL       | annullata                                                                             | annullata                                                                     | annullata                                                                                |
| 5 marzo 2005     | Lahti                | Finlandia | SP TL       | Børre Næss                                                                            | Tor-Arne Hetland                                                              | Eldar Rønning                                                                            |
| 6 marzo 2005     | Lahti                | Finlandia | 15 km TL    | Lukáš Bauer                                                                           | Christian Hoffmann                                                            | Thomas Moriggl                                                                           |
| 9 marzo 2005     | Drammen              | Norvegia  | SP TC       | Tor-Arne Hetland                                                                      | Eldar Rønning                                                                 | Børre Næss                                                                               |
| 11 marzo 2006    | Oslo                 | Norvegia  | 50 km TC    | Andrus Veerpalu                                                                       | Jens Filbrich                                                                 | Odd-Bjørn Hjelmeset                                                                      |
| 16 marzo 2005    | Göteborg             | Svezia    | SP TL       | Trond Iversen                                                                         | Keijo Kurttila                                                                | Ola Vigen Hattestad                                                                      |
| 19 marzo 2005    | Falun                | Svezia    | 30 km PU    | Evgenij Dement'ev                                                                     | Tobias Angerer                                                                | Martin Bajčičák                                                                          |
| 20 marzo 2005    | Falun                | Svezia    | 4x10 km     | Norvegia I Jens Arne Svartedal Odd-Bjørn Hjelmeset Kristen Skjeldal Tore Ruud Hofstad | Italia Roland Clara Valerio Checchi Pietro Piller Cottrer Giorgio Di Centa    | Svezia I Thobias Fredriksson Niklas Karlsson Anders Södergren Mathias Fredriksson        |

Legenda:

TC = tecnica classica

TL = tecnica libera

SP = sprint

TS = sprint a squadre

PU = inseguimento

MS = partenza in linea

### Classifiche

#### Generale
| Pos. | Nome                | Nazione  | Punti |
| ---- | ------------------- | -------- | ----- |
| 1    | Axel Teichmann      | Germania | 584   |
| 2    | Vincent Vittoz      | Francia  | 516   |
| 3    | Tor-Arne Hetland    | Norvegia | 512   |
| 4    | Tobias Angerer      | Germania | 439   |
| 5    | René Sommerfeldt    | Germania | 374   |
| 6    | Mathias Fredriksson | Svezia   | 374   |
| 7    | Jens Arne Svartedal | Norvegia | 361   |
| 8    | Giorgio Di Centa    | Italia   | 354   |
| 9    | Evgenij Dement'ev   | Russia   | 351   |
| 10   | Eldar Rønning       | Norvegia | 349   |

#### Distanza
| Pos. | Nome             | Nazione  | Punti |
| ---- | ---------------- | -------- | ----- |
| 1    | Axel Teichmann   | Germania | 552   |
| 2    | Vincent Vittoz   | Francia  | 506   |
| 3    | Tobias Angerer   | Germania | 402   |
| 4    | René Sommerfeldt | Germania | 374   |
| 5    | Giorgio Di Centa | Italia   | 354   |

#### Sprint
| Pos. | Nome                | Nazione  | Punti |
| ---- | ------------------- | -------- | ----- |
| 1    | Tor-Arne Hetland    | Norvegia | 564   |
| 2    | Eldar Rønning       | Norvegia | 327   |
| 3    | Trond Iversen       | Norvegia | 281   |
| 4    | Thobias Fredriksson | Svezia   | 267   |
| 5    | Børre Næss          | Norvegia | 265   |

## Donne

### Risultati
| Data             | Località             | Nazione   | Spec.       | Prima                                                                                     | Seconda                                                                                       | Terza                                                                                   |
| ---------------- | -------------------- | --------- | ----------- | ----------------------------------------------------------------------------------------- | --------------------------------------------------------------------------------------------- | --------------------------------------------------------------------------------------- |
| 23 ottobre 2004  | Düsseldorf           | Germania  | SP TL       | Marit Bjørgen                                                                             | Anna Olsson                                                                                   | Gabriella Paruzzi                                                                       |
| 24 ottobre 2004  | Düsseldorf           | Germania  | TS TL       | Norvegia I Hilde Gjermundshaug Pedersen Marit Bjørgen                                     | Germania II Manuela Henkel Evi Sachenbacher-Stehle                                            | Italia I Arianna Follis Gabriella Paruzzi                                               |
| 20 novembre 2004 | Gällivare            | Svezia    | 10 km TC    | Marit Bjørgen                                                                             | Kristina Šmigun-Vähi                                                                          | Virpi Kuitunen                                                                          |
| 21 novembre 2004 | Gällivare            | Svezia    | 4x5 km      | Norvegia I Kine Beate Bjørnås Vibeke Skofterud Hilde Gjermundshaug Pedersen Marit Bjørgen | Finlandia Kirsi Välimaa Virpi Kuitunen Aino-Kaisa Saarinen Riitta-Liisa Roponen               | Germania Stefanie Böhler Evi Sachenbacher-Stehle Anke Reschwamm-Schulze Claudia Nystad  |
| 26 novembre 2004 | Kuusamo              | Finlandia | 10 km TL    | Kateřina Neumannová                                                                       | Kristina Šmigun-Vähi                                                                          | Natal'ja Baranova                                                                       |
| 28 novembre 2004 | Kuusamo              | Finlandia | 10 km TC    | Kristina Šmigun-Vähi                                                                      | Kateřina Neumannová                                                                           | Marit Bjørgen                                                                           |
| 4 dicembre 2004  | Berna                | Svizzera  | SP TL       | Marit Bjørgen                                                                             | Claudia Nystad                                                                                | Ella Gjømle                                                                             |
| 5 dicembre 2004  | Berna                | Svizzera  | TS TL       | Norvegia I Ella Gjømle Marit Bjørgen                                                      | Germania I Stefanie Böhler Claudia Nystad                                                     | Italia I Arianna Follis Gabriella Paruzzi                                               |
| 11 dicembre 2004 | Val di Fiemme        | Italia    | 15 km PU    | Marit Bjørgen                                                                             | Kristina Šmigun-Vähi                                                                          | Gabriella Paruzzi                                                                       |
| 12 dicembre 2004 | Val di Fiemme        | Italia    | 4x5 km      | Russia I Larisa Kurkina Natal'ja Baranova Evgenija Medvedeva Julija Čepalova              | Germania Manuela Henkel Claudia Nystad Stefanie Böhler Evi Sachenbacher-Stehle                | Norvegia Kine Beate Bjørnås Vibeke Skofterud Hilde Gjermundshaug Pedersen Marit Bjørgen |
| 14 dicembre 2004 | Asiago               | Italia    | SP TL       | Marit Bjørgen                                                                             | Virpi Kuitunen                                                                                | Ella Gjømle                                                                             |
| 15 dicembre 2004 | Asiago               | Italia    | TS TL       | Norvegia I Ella Gjømle Marit Bjørgen                                                      | Finlandia I Aino-Kaisa Saarinen Virpi Kuitunen                                                | Svezia I Elin Ek Anna Olsson                                                            |
| 18 dicembre 2004 | Ramsau am Dachstein  | Austria   | 15 km TL MS | Kristina Šmigun-Vähi                                                                      | Kristin Størmer Steira                                                                        | Evgenija Medvedeva                                                                      |
| 8 gennaio 2005   | Otepää               | Estonia   | 10 km TC    | Marit Bjørgen                                                                             | Hilde Gjermundshaug Pedersen                                                                  | Kateřina Neumannová                                                                     |
| 9 gennaio 2005   | Otepää               | Estonia   | SP TC       | annullata                                                                                 | annullata                                                                                     | annullata                                                                               |
| 12 gennaio 2005  | Praga                | Rep. Ceca | SP TL       | annullata                                                                                 | annullata                                                                                     | annullata                                                                               |
| 15 gennaio 2005  | Nové Město na Moravě | Rep. Ceca | 4x5 km      | annullata                                                                                 | annullata                                                                                     | annullata                                                                               |
| 15 gennaio 2005  | Nové Město na Moravě | Rep. Ceca | 10 km TL    | Kateřina Neumannová                                                                       | Marit Bjørgen                                                                                 | Julija Čepalova                                                                         |
| 16 gennaio 2005  | Nové Město na Moravě | Rep. Ceca | SP TL       | Marit Bjørgen                                                                             | Pirjo Muranen                                                                                 | Claudia Nystad                                                                          |
| 22 gennaio 2005  | Pragelato            | Italia    | 15 km PU    | Kristin Størmer Steira                                                                    | Kateřina Neumannová                                                                           | Claudia Nystad                                                                          |
| 23 gennaio 2005  | Pragelato            | Italia    | TS TC       | Germania I Viola Bauer Claudia Nystad                                                     | Svezia Emelie Öhrstig Anna Olsson                                                             | Finlandia Aino-Kaisa Saarinen Pirjo Muranen                                             |
| 12 febbraio 2005 | Reit im Winkl        | Germania  | 10 km TL    | Evgenija Medvedeva Ol'ga Zav'jalova                                                       |                                                                                               | Julija Čepalova                                                                         |
| 13 febbraio 2005 | Reit im Winkl        | Germania  | SP TC       | Virpi Kuitunen                                                                            | Marit Bjørgen                                                                                 | Anna Olsson                                                                             |
| 5 marzo 2005     | Lahti                | Finlandia | TS TL       | annullata                                                                                 | annullata                                                                                     | annullata                                                                               |
| 5 marzo 2005     | Lahti                | Finlandia | SP TL       | Lina Andersson                                                                            | Kirsi Välimaa                                                                                 | Virpi Kuitunen                                                                          |
| 6 marzo 2005     | Lahti                | Finlandia | 10 km TL    | Julija Čepalova                                                                           | Kateřina Neumannová                                                                           | Karine Laurent Philippot                                                                |
| 9 marzo 2005     | Drammen              | Norvegia  | SP TC       | Virpi Kuitunen                                                                            | Lina Andersson                                                                                | Anna Olsson                                                                             |
| 11 marzo 2006    | Oslo                 | Norvegia  | 30 km TC    | Marit Bjørgen                                                                             | Kateřina Neumannová                                                                           | Virpi Kuitunen                                                                          |
| 16 marzo 2005    | Göteborg             | Svezia    | SP TL       | Marit Bjørgen                                                                             | Aino-Kaisa Saarinen                                                                           | Virpi Kuitunen                                                                          |
| 19 marzo 2005    | Falun                | Svezia    | 15 km PU    | Marit Bjørgen                                                                             | Kateřina Neumannová                                                                           | Julija Čepalova                                                                         |
| 20 marzo 2005    | Falun                | Svezia    | 4x5 km      | Finlandia Aino-Kaisa Saarinen Kirsi Välimaa Riitta-Liisa Roponen Virpi Kuitunen           | Norvegia Kine Beate Bjørnås Hilde Gjermundshaug Pedersen Kristin Mürer Stemland Marit Bjørgen | Russia Larisa Kurkina Natal'ja Baranova Evgenija Medvedeva Julija Čepalova              |

Legenda:

TC = tecnica classica

TL = tecnica libera

SP = sprint

TS = sprint a squadre

PU = inseguimento

MS = partenza in linea

### Classifiche

#### Generale
| Pos. | Nome                         | Nazione   | Punti |
| ---- | ---------------------------- | --------- | ----- |
| 1    | Marit Bjørgen                | Norvegia  | 1320  |
| 2    | Kateřina Neumannová          | Rep. Ceca | 751   |
| 3    | Virpi Kuitunen               | Finlandia | 726   |
| 4    | Kristina Šmigun-Vähi         | Estonia   | 643   |
| 5    | Claudia Nystad               | Germania  | 613   |
| 6    | Hilde Gjermundshaug Pedersen | Norvegia  | 552   |
| 7    | Julija Čepalova              | Russia    | 530   |
| 8    | Aino-Kaisa Saarinen          | Finlandia | 484   |
| 9    | Natal'ja Baranova            | Russia    | 431   |
| 10   | Gabriella Paruzzi            | Italia    | 397   |

#### Distanza
| Pos. | Nome                 | Nazione   | Punti |
| ---- | -------------------- | --------- | ----- |
| 1    | Marit Bjørgen        | Norvegia  | 740   |
| 2    | Kateřina Neumannová  | Rep. Ceca | 727   |
| 3    | Kristina Šmigun-Vähi | Estonia   | 641   |
| 4    | Julija Čepalova      | Russia    | 521   |
| 5    | Natal'ja Baranova    | Russia    | 397   |

#### Sprint
| Pos. | Nome                | Nazione   | Punti |
| ---- | ------------------- | --------- | ----- |
| 1    | Marit Bjørgen       | Norvegia  | 625   |
| 2    | Virpi Kuitunen      | Finlandia | 415   |
| 3    | Anna Olsson         | Svezia    | 385   |
| 4    | Aino-Kaisa Saarinen | Finlandia | 290   |
| 5    | Claudia Nystad      | Germania  | 270   |